# Catalina de Inglaterra
Catalina de Inglaterra es una película española estrenada en 1951, dirigida por Arturo Ruiz Castillo y protagonizada en los papeles principales por Maruchi Fresno, Rafael Luis Calvo y Mary Lamar.
Se trata de un drama histórico sobre Catalina de Aragón, hija de los Reyes Católicos, que se casó con Enrique VIII de Inglaterra y de la que finalmente se divorció para casarse con Ana Bolena.
Por su papel en la película Maruchi Fresno fue galardonada con el Fotograma de Plata al mejor intérprete del cine español y con la Medalla del Círculo de Escritores Cinematográficos a la mejor actriz principal.
La película obtuvo un premio de 450 000 pesetas en la 11.ª edición de los Premios Nacionales de Cinematografía concedidos por el Sindicato  Nacional del Espectáculo y que se celebró el 29 de enero de 1952.

## Sinopsis
Biografía de Catalina de Aragón, hija menor de los Reyes Católicos, de su matrimonio con Enrique VIII de Inglaterra y de los acontecimientos históricos más importantes de este periodo de la historia de Inglaterra.

## Reparto
- Maruchi Fresno como Catalina de Aragón
- Rafael Luis Calvo como Enrique VIII
- Mary Lamar como Ana Bolena
- Carlo Tamberlani
- Guillermo Marín
- Ricardo Calvo
- Carlos Agostí
- Elena Salvador
- Ramón Martori
- Aníbal Vela
- Esperanza Grases
- María Jesús Valdés
- Gabriel Llopart

## Premios
VII edición de las Medallas del Círculo de Escritores Cinematográficos
| Premio                 | Candidatos     | Resultado |
| ---------------------- | -------------- | --------- |
| Mejor actriz principal | Maruchi Fresno | Ganadora  |